# Louise Vignaud
Louise Vignaud est une metteuse en scène française.

## Biographie

### Formation
Louise Vignaud est très tôt marquée par des mises en scène théâtrales, telles que La Forêt mise en scène par Piotr Fomenko à la Comédie-Française en 2003, ou encore La Rose et la hache de William Shakespeare et Carmelo Bene, mis en scène à l'Odéon par Georges Lavaudant entre 2004 et 2006.
Alors qu'elle étudie au lycée Louis-le-Grand, elle invite Patrice Chéreau et Jean-Pierre Vincent, deux anciens de l'établissement, dans le cadre du groupe théâtral. Jean-Pierre Vincent viendra par ailleurs voir sa mise en scène de Lorenzaccio, montée dans ce cadre.
Diplômée de l’École normale supérieure de la rue d’Ulm en mars 2012, elle intègre par ailleurs l'École nationale supérieure des arts et techniques du théâtre (ENSATT) en 2011, dans la promotion Vaclav Havel, au sein du département metteur en scène.
Elle travaille à sa sortie d’école comme assistante à la mise en scène auprès de Christian Schiaretti, Michel Raskine, Claudia Stavisky, Richard Brunel et Michaël Delaunoy.

### 2014-2017: premières mises en scène
Lors de sa création de fin d’études à l’ENSATT, elle met en scène Calderón de Pier Paolo Pasolini, pièce pour laquelle elle reçoit les félicitations de Jean-Pierre Vincent qui qualifie la mise en scène de « magistrale, une sorte de chef-d’œuvre ». Peu après, elle présente à la Comédie de Valence une mise en scène du Bruit des os qui craquent de Suzanne Lebeau en janvier 2015, dans le cadre des Controverses.
Elle crée à Lyon la compagnie la Résolue, emprunté à un navire français du XVIIe siècle. « Louise ne conçoit le théâtre qu’en équipage : chacun à son poste, elle à la barre », écrit d'elle la journaliste et critique Julie Briand.
Avec sa compagnie, elle crée successivement La nuit juste avant les forêts de Bernard-Marie Koltès, Ton tendre silence me violente plus que tout de Joséphine Chaffin, Tailleur pour dames de Georges Feydeau, dont la création eut lieu aux Célestins – Théâtre de Lyon en janvier 2017.
En général, Louise Vignaud revendique la défense d'un théâtre de texte et des acteurs : « J’aime le théâtre où je me fais embarquer complètement, où il y a un texte, une langue, où l’on me raconte une histoire qui me fait réfléchir, me bouleverse, me perturbe. Il y a des spectacles dont je ne me suis jamais remise, des images qui sont restées imprégnées très loin dans la rétine. »
En 2017, elle est nommée directrice du théâtre des Clochards-Célestes à Lyon, une petite salle de la Croix-Rousse destinée au théâtre émergent.

### 2018: TNP de Villeurbanne et Comédie-Française
Elle devient également metteure en scène associée au Théâtre national populaire de Villeurbanne. Elle met en scène, pour ce dernier, Le Misanthrope de Molière, au début de l'année 2018,, pièce dont elle voit la dimension profondément politique : « Je me suis surtout rendu compte à quel point c'était une pièce politique. Ce qui m'a donné la clé, c'est qu'ils sont tous en procès. Ce qui trahit leur nécessité de s'accrocher les uns aux autres, de tisser des liens à la Cour, d'entretenir des jeux de pouvoir. [...] Et puis surtout c'est une critique du système et du rapport à la représentation. Un système qui peut vous broyer complètement s'il ne vous accepte pas... »
Lors d'une émission avec Frédéric Taddeï sur Europe 1, le 22 janvier 2018, invitée en même temps que le philosophe Fabrice Midal et le journaliste Christophe Donner, Louise Vignaud défend le narcissisme : "Le narcissisme nous parle d'engagement ou de rapport à la pensée."
Elle est invitée par Éric Ruf à créer une pièce au Studio-Théâtre de la Comédie-Française. Elle choisit Phèdre de Sénèque, pièce qui n'a jamais été jouée au Français, contrairement à la pièce éponyme de Jean Racine : « L’histoire racontée est celle d’un dernier sursaut, d’un cri devant un gouffre, devant un monde ancien qui se réfugie dans des mythes et des valeurs désincarnés, et qui par là enferme, bloque et tue à petit feu ceux dont le sang bout et se révolte. Phèdre est un cœur brûlant à qui on a volé sa vie de femme et qui décide de prendre en main son destin. » La pièce est créée en mars 2018, avec Claude Mathieu, Thierry Hancisse, Pierre Louis-Calixte, Nâzim Boudjenah et Jennifer Decker.
En mai 2018, elle crée Le Quai de Ouistreham, adaptation du livre de Florence Aubenas au théâtre des Clochards Célestes à Lyon.

## Mise en scène
- 2014 : Calderón de Pier Paolo Pasolini
- 2015 : Le Bruit des os qui craquent de Suzanne Lebeau, à La Comédie de Valence.
- 2016 : La nuit juste avant les forêts de Bernard-Marie Koltès[9]
- 2017 : Tailleur pour dames de Georges Feydeau, aux théâtre des Célestins à Lyon
- 2017 : Vadim à la dérive, d’Adrien Cornaggia, au théâtre des Clochards-Célestes[10]
- 2017 : Ton tendre silence me violente plus que tout de Joséphine Chaffin, au théâtre des Clochards-Célestes
- 2018 : Le Misanthrope de Molière, au théâtre national populaire de Villeurbanne
- 2018 : Phèdre de Sénèque, au Studio-Théâtre de la Comédie-Française
- 2021 : La Dame Blanche de François-Adrien Boieldieu, à l'Opéra de Rennes
- 2023 : Nuit D'octobre de Myriam Boudenia, à La Comédie de Béthune
- 2023 : Zaïde de Wolfgang Amadeus Mozart, à l'Opéra de Rennes